# Hagelkruis Kilder
Het hagelkruis van Kilder is een hagelkruis aan de zuidoostelijke rand van het dorp Kilder in de gemeente Montferland in de Nederlandse provincie Gelderland. Het kruis staat aan de splitsing van de wegen Rozenpas en de Doetinchemseweg, in de nabijheid van de vijfsprong waar de wegen Beek-Doetinchem en Zeddam-Beek elkaar kruisen. Op ongeveer 125 meter naar het noordwesten staat de Johannes de Doperkerk en ongeveer 100 meter ten noorden van het hagelkruis ligt de straat Hagelkruis.

## Beschrijving
Het hagelkruis van Kilder is een lange metershoge houten staak. Op de top van de staak is een ijzeren kruis bevestigd met daarop een haan.

## Geschiedenis
In de archieven van het stift Elten wordt het hagelkruis reeds genoemd op 25 januari 1369 (paasstijl 1368) als Heinrich, zoon van ridder Momme afstand doet van zijn rechten op het goed 'Holscamp', gelegen in het graafschap Bergh zu Kilder bei dem Kreuz. Het was opgericht op een kale heidevlakte aan een kruispunt van wegen. Het was gebruikelijk dat elke parochie één hagelkruis had. Het hagelkruis van Kilder was echter een van de drie hagelkruisen van het oude kerspel Zeddam, naast die van Stokkum en Velthuizen.
Met Pinksteren en op 3 mei (aan het begin van de zomer) werden er bij het hagelkruis broden uitgedeeld. In de jaren 1940 verving men het uitdelen van brood door het collecteren voor de armen.
In 1967 werd het kruis opgenomen in het rijksmonumentenregister.